# Teikoku Gekijō
Das Teikoku Gekijō (jap. 帝国劇場, dt. „Reichstheater“, engl. Imperial Theater, kurz: Teigeki) ist das Theater in Japan für Musicals und Schauspiel. Es wird vom japanischen Filmstudio Tōhō verwaltet. Außerdem gibt darin das Idemitsu-Kunstmuseum, Restaurants und Büros. Das Theater befindet sich im Stadtteil Marunouchi, in Tokio.

## Geschichte
Im März 1911 wurde das Theater erstmals im westlichen Stil gebaut. Architekt war Tamisuke Yokogawa, der auch das Mitsukoshi-Einkaufszentrum entwarf.
Das Theater stürzte am 1. September 1923 beim Großen Kantō-Erdbeben ein. 1924 wurde es wieder aufgebaut. Aus finanziellen Gründen wurde es 1964 abgerissen und später an gleicher Stelle durch einen vom Architekten Yoshirō Taniguchi entworfenen Neubau ersetzt.